# Eucharis dobrogica
Eucharis dobrogica is een vliesvleugelig insect uit de familie Eucharitidae. De wetenschappelijke naam is voor het eerst geldig gepubliceerd in 1968 door Andriescu.